# شعار الجمهورية العربية الصحراوية الديمقراطية
شعار الجمهورية العربية الصحراوية الديمقراطية، أنشأ في 27 فبراير 1976 يوم إعلان تأسيس الجمهورية من طرف جبهة البوليساريو.

## تاريخ
تم إنشاء شعار الجمهورية العربية الصحراوية الديمقراطية من قبل جبهة البوليساريو، وهي حركة سياسية تأسست في 27 فبراير 1976م، تهدف إلى إعلان استقلال الإقليم، الذي تحكمه المغرب بعد خروج إسبانيا.

## خصائص
يحتوي الشعار على العناصر التالية: هلال ونجمة حمراء ترمز إلى العالم الإسلامي، وبندقيتان، وعلمان وطنيتان. ومحاط بفرعين من الزيتون. في الجزء السفلي، شريط أحمر مكتوب فيه باللغة العربية: حرية ديمقراطية وحدة.